# Casa per abitazioni a Cisanello

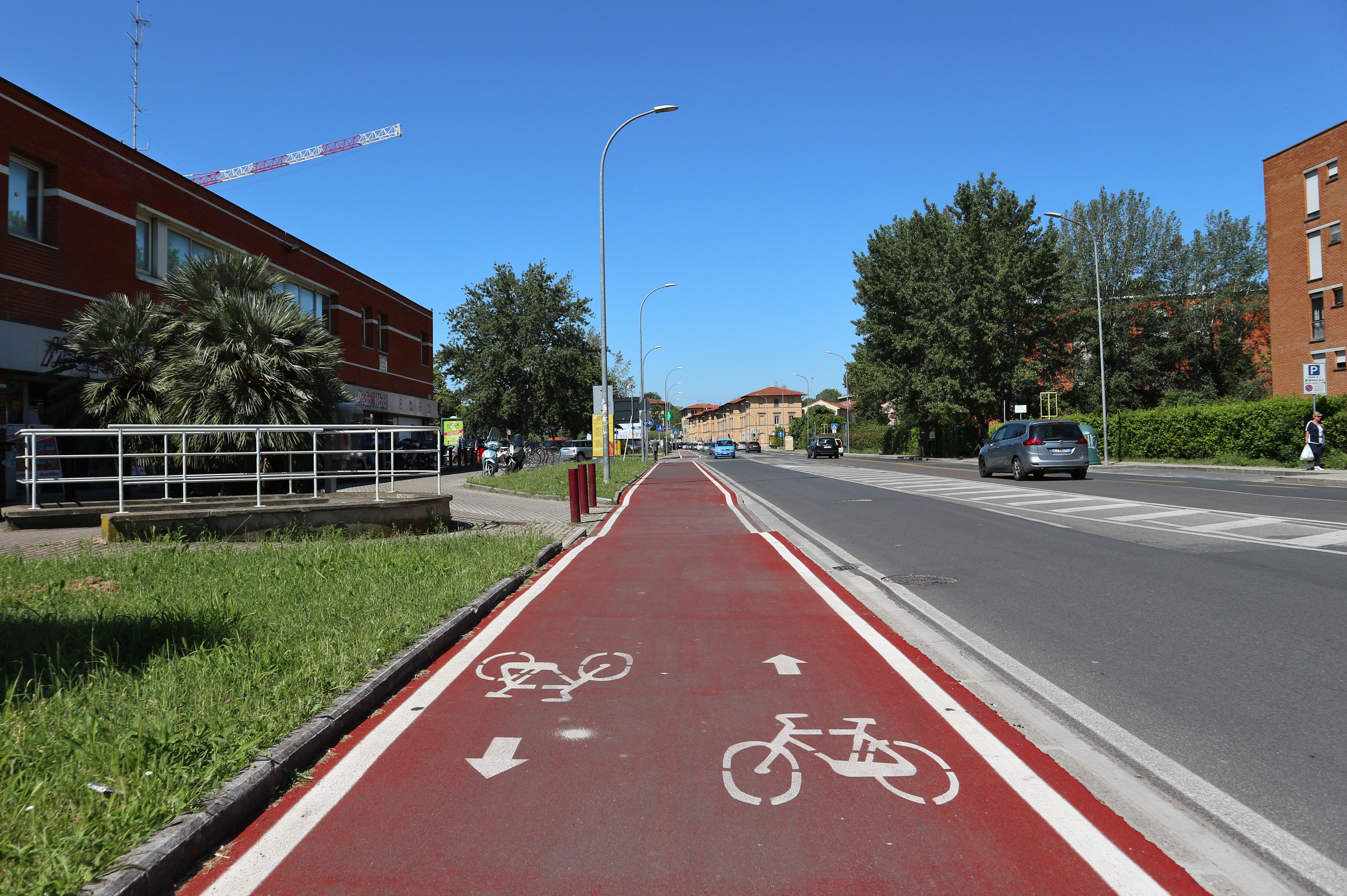
La Casa per abitazioni a Cisanello (sulla destra, parzialmente coperta dagli alberi)

La casa per abitazioni a Cisanello è un edificio residenziale situato in via Matteucci 33-45 nel quartiere di Cisanello della città di Pisa.

## Storia
Il progetto si inserisce all'interno del vasto intervento di edilizia popolare sovvenzionata (legge 94 del 25/3/1982) che interessa l'area di nuova espansione di Cisanello. Sin dalla fase iniziale, il progetto dell'architetto pisano Massimo Carmassi risulta caratterizzato dalla doppia volontà di inserire un segno spaziale, emergente e connotante, nel paesaggio urbano e di conferire qualità architettonica ad un edificio popolare: emerge pertanto immediatamente l'idea di un puro parallelepipedo, concepito come aggregazione di cellule abitative omogenee, scandito da una serie di arcate.
Nel settembre del 1984 sono pressoché perfezionati i progetti esecutivi, a meno della scelta definitiva del disegno della cortina muraria in mattoni e delle soluzioni della gronda, della ringhiera del fronte sud e dei vani scala, definite tra il novembre 1986 ed il marzo 1987. La costruzione, avviata nel 1985 e realizzata dal Consorzio Regionale Etruria, si è conclusa nel 1988.

## Descrizione
L'edificio è situato in un'area di espansione posta al margine orientale dell'abitato urbano e attraversata da un asse viario che la congiunge ad ovest con la città storica e a est con la viabilità di grande collegamento, autostrada e superstrada. Il tessuto edilizio risulta di recente costruzione: a ovest dell'immobile in questione esso è costituito prevalentemente da edifici in linea, a 3 e 4 piani, edificati tra gli anni cinquanta e sessanta, mentre a est è caratterizzato da complessi di più recente edificazione (di maggior altezza e superficie) ad uso residenziale e commerciale.
Il complesso residenziale, a forte sviluppo longitudinale, si attesta ortogonalmente alla viabilità principale - via Matteucci, alla quale è collegato soltanto da un percorso pedonale - e parallelamente alle due vie laterali di servizio, da una delle quali accedono i veicoli. Parallelamente all'immobile sono situati, a ovest, una fascia a verde condominiale e, a est, una serie di parcheggi a pettine.
L'edificio presenta una volumetria compatta, sviluppata su 5 piani fuori terra più uno interrato, e una pianta rettangolare, fortemente sviluppata in senso longitudinale (m.10.6x130). La valenza stereometrica del complesso, assai accentuata per chi fruisca l'immagine dall'asse stradale di via Matteucci, è sottolineata dalla compattezza della cortina muraria in mattoni nella quale è ritagliata, su ambedue i fronti principali, una teoria di 26 arcate: tali arcate si configurano come tagli verticali, sviluppati per tutti i 5 piani e conclusi da un arco a tutto sesto, di rilevante spessore, così da configurarsi come delle ritmiche partiture d'ombra sulla superficie muraria. I due fronti principali risultano pressoché identici, a meno della presenza dei portali di accesso alle singole unità abitative sul lato orientale, e ambedue caratterizzati da una serie di tagli verticali, corrispondenti ai vani scale, che oltre a fungere da fonti luminose hanno il ruolo di ripartire ritmicamente la serie delle arcate, scandendole in 8 moduli rispettivamente a 1 (i due terminali) e 4 arcate. Ambedue sono conclusi da una cornice modanata in cemento, di classica memoria, che corre ininterrotta, concludendo e qualificando i lati maggiori a sviluppo orizzontale. I fronti minori sono caratterizzati, quello nord da una serie di luci quadrate, corrispondenti ai servizi, e quello sud da balconi continui ammorsati ad una muratura che va rastremandosi dal basso verso l'alto, quasi a voler suggerire un 'non finito', tema questo ricorrente nel lessico carmassiano.
Tema qualificante il puro parallelepipedo la cortina di mattoni, disposti di piatto, da cui risaltano il segno orizzontale del disegno del cordolo (mattoni di coltello) e la centina delle arcate e delle finestre sul fronte sud, ad arco ribassato. Tutti gli infissi, disegnati dallo stesso Carmassi, sono in ferro tinteggiato di nero.
Al piano interrato sono situate le cantine, al piano terra i vani scala, con doppio accesso dal fronte est e dal lato sud, i parcheggi per i motocicli e, all'estremità settentrionale, la centrale termica. Gli appartamenti, distribuiti in linea rispetto ai vani scale centrali, sono a tre o quattro vani: elementi comuni a ciascun appartamento sono le piccole verande, corrispondenti alle arcate dei due fronti maggiori, sulle quali affacciano i servizi e il soggiorno, soluzione questa che ha consentito al progettista l'eliminazione del balcone aggettante.
L'innegabile coerenza e forza del volume concepito dal Carmassi è oggi in parte attutita da alcuni elementi connessi all'uso dell'edificio: la cortina trasparente di verande riquadrata dalle arcate è in parte perduta in quanto molti degli inquilini hanno oscurato in vario modo i vetri trasformando le verande in vani abitati; sono state inoltre applicate delle tende che hanno spezzato l'unitarietà dei tagli verticali.

## Fortuna critica
Sin dalla fase progettuale, l'edificio ha goduto di un notevole interesse da parte della critica, soprattutto per la capacità di coniugare "architettura" ed "edilizia popolare", divenendo segno incisivo di opposizione al disordine della periferia fatto questo decisamente inconsueto nel panorama costruttivo nazionale: Acocella (1989) ne sottolinea la riconoscibilità nel paesaggio urbano circostante, frutto dell'assoluta semplicità della sua forma, e la forza figurativa e suggestiva della cortina muraria in mattoni, capace di conferire solidità, forza, durevolezza.
L'edificio di Carmassi, sempre secondo Acocella, assume un ruolo rilevante nell'ambito del panorama europeo contemporaneo, offrendo un'esattezza e una rigorosità costruttiva che lo legano alle immagini trasmesse dalla scuola di Amburgo o da quella del novecentismo milanese. Da rilevare il ricorso, da parte di quasi tutta la critica - da Acocella a Mulazzini (1989, 1992), da Matteoni sino a Gamba (1989, 1989) - all'immagine dell'acquedotto come probabile ispirazione del progetto carmassiano. A tale modello, suggerito forse dallo stesso progettista ed in ogni caso confortato dall'immagine del muro a sviluppo orizzontale scandito unicamente da una serie ininterrotta di arcate, se ne può probabilmente aggiungere un altro, assai più rappresentativo nell'immagine architettonica della città: il fronte meridionale del camposanto monumentale, connotato da un ritmo di arcate dal forte sviluppo verticale.